# El Agostadero, Delstaten Mexiko
El Agostadero är en ort i Mexiko.   Den ligger i kommunen Texcaltitlán och delstaten Mexiko, i den södra delen av landet, 100 km sydväst om huvudstaden Mexico City. El Agostadero ligger 2 882 meter över havet och antalet invånare är 282.
Terrängen runt El Agostadero är huvudsakligen kuperad, men västerut är den bergig. Runt El Agostadero är det ganska tätbefolkat, med 67 invånare per kvadratkilometer. Närmaste större samhälle är Jesús del Monte, 15,9 km norr om El Agostadero. I omgivningarna runt El Agostadero växer huvudsakligen savannskog.